# Бігль
Бігль (англ. Beagle) — порода собак малого та середнього розміру. Належить до групи гончаків, та має вигляд, схожий на фоксгаунд, але менший за розміром, з коротшими лапами та довшими і м'якшими вухами. Біглі є гончаками, і відбиралися здебільшого для полювання за зайцем, кролем та іншими дрібними тваринами. Вони мають гострий нюх і сильний інстинкт стеження, що також дозволяє залучати їх для виявлення забороненої для імпорту сільгосппродукції, а також вибухівки. Окрім того ці собаки популярні як домашні тварини через невеликий розмір, м'який характер та відсутність успадкованих проблем зі здоров'ям. Легко та швидко знаходять спільну мову з дітьми та дорослими.

## Історія походження
Бігль — дуже давня порода собак. Він здавна використовувався власне як мисливський пес, що гуртом гонить звіра, сповіщаючи про це власнику гучним гавкотом. До перших згадок про біглів відноситься опис грецького письменника й історика Ксенофонта, датований IV століттям до н. е.[джерело?] Існує декілька версій походження сучасної назви породи. За однією версією, назва походить від кельтського «beag», що означає «маленький». За іншою — від французького «begueule», що означає «крик». Однозначною візитівкою біглів є саме дзвінкий гавкіт. Цих собак також іноді називають «singing beagles» — «співучими біглями». Серед мисливців усіх епох завжди особливо цінувалося вміння підібрати зграю біглів у вигляді хору, в якому б перегукувалися низькі й високі голоси.

## Експеримент з клонуванням
Пес породи Бігль, на ім'я Лун Лун став першим собакою, якого вивели клонуванням з соматичної клітини шляхом генетичного нокауту у Китаї. Цей прорив здійснили вчені в Китаї, використовуючи соматичну клітину — не статеву, а звичайну клітину організму, яку було модифіковано, щоб "вимкнути" (нокаутувати) певний ген. Така технологія дозволяє не лише клонувати тварин, а й цілеспрямовано змінювати їхню генетичну будову для вивчення функцій окремих генів та моделювання різних захворювань.
Лун Лун народився абсолютно здоровим, що стало підтвердженням того, що метод може бути ефективним і безпечним. Цей експеримент відкрив нові можливості для медичних досліджень, включно з вивченням спадкових хвороб, розробкою нових методів лікування, а також підготовкою до майбутнього застосування генетично модифікованих тварин у біомедичних цілях.

## Бігль клуб
У 1890 році у Великій Британії було створено «Бігль клуб» — першу офіційну організацію, присвячену виключно породі бігль. Засновники клубу поставили перед собою мету популяризувати породу, покращувати її якості та розводити біглів не тільки для полювання, а й для участі у виставках та спортивних змаганнях.
У 1895 році «Бігль клуб» затвердив перший офіційний стандарт породи, де були описані ключові риси ідеального бігля — розмір, будова тіла, характер та особливості поведінки. Це стало важливим кроком у становленні біглів як самостійної і впізнаваної породи.
У 1897 році клуб організував першу монопородну виставку, яка стала важливою подією для селекціонерів і любителів біглів. З того часу «Бігль клуб» щороку проводив заходи, спрямовані на розвиток і популяризацію породи.
Протягом 71 року «Бігль клуб» залишався єдиною офіційною організацією у світі, яка представляла інтереси біглів. Його діяльність суттєво вплинула на формування сучасного вигляду та характеру біглів, зробивши їх однією з найулюбленіших порід собак у всьому світі.